# San José (Kalifornie)
San José (do roku 1979 oficiálně a dodnes často psané San Jose) je třetí největší město v americkém státě Kalifornie. Nachází se na jižním konci Sanfranciského zálivu. Svojí metropolitní oblastí je spojeno se San Franciscem a s Oaklandem, tato oblast má přes 7 milionů obyvatel, což ji řadí na šesté místo v USA.
El Pueblo de San José de Guadalupe bylo založeno 29. listopadu 1777 jako první město ve španělské kolonii zvané Nueva California - Nová Kalifornie, později Alta California – Horní Kalifornie. Místní rolníci zásobovali španělské jednotky umístěné v San Franciscu a Monterey. Když Kalifornie získala v roce 1850 nezávislost, stalo se San Jose jeho prvním hlavním městem.

## Název města
3. dubna 1979 představitelé města rozhodli o změně pravopisu názvu města. Na oficiálních dokumentech, názvech úřadů a obecním razítku se od té doby převážně používá španělský pravopis „San José“ (s diakritikou). Oficiální stylistická pravidla města předepisují používat tento tvar s výjimkou psaní kapitálkami.
Většina místních obyvatel používá „San Jose“ (bez diakritiky). To je i tvar používaný vládou státu Kalifornie a federální vládou Spojených států.
Oficiálním názvem města je „City of San José“.

## Demografie
Podle sčítání lidu z roku 2010 zde žilo 945 942 obyvatel.

### Rasové složení
- 42,8 % bílí Američané
- 3,2 % Afroameričané
- 0,9 % američtí indiáni
- 32,0 % asijští Američané
- 0,4 % pacifičtí ostrované
- 15,7 % jiná rasa
- 5,0 % dvě nebo více ras

Obyvatelé hispánského nebo latinskoamerického původu, bez ohledu na rasu, tvořili 33,2 % populace.

## Doprava

San Jose mezinárodní letiště

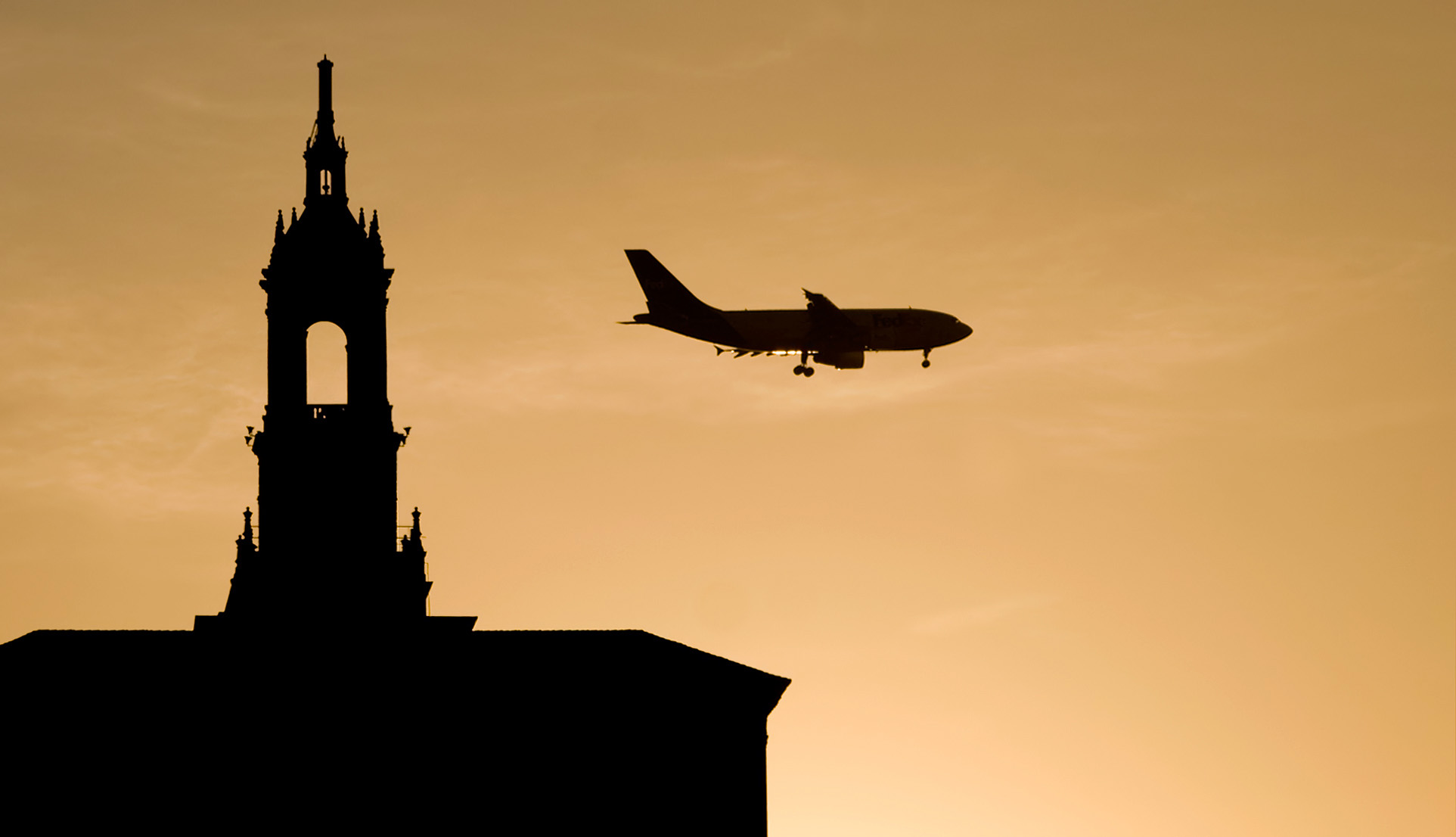
Přílet k Mineta San Jose International Airport.

Stejně jako v celém USA je silniční síť tvořena hustou směsí místních silnic a státních i mezistátních dálnic, k těm významnějším patří mezistátní dálnice US101 a státní (označení CA) CA280, CA680 a CA880. V období špičky, zejména v ranních a odpoledních hodinách zde poměrně často dochází k dopravním zácpám, celá oblast patří v tomto směru k více zatíženým v USA.
Železniční doprava je zajišťována národní společností Amtrak, která spojuje San José se Sacramentem (linka Capitol Corridor), Seattlem a Los Angeles (linka Coast Starlight) a lokální společností Caltrain (commuter rail service), která provozuje speciální vlakové soupravy mezi městy San Francisco a Gilroy. Americkou obdobu městské hromadné dopravy provozuje městem vlastněná společnost VTA. Její vlakové soupravy lze kromě San José potkat i v okolních městech Mountain View, Milpitas, Campbell a Almaden Valley. V období prázdnin lze v ulicích San José spatřit historické vozy zapůjčené z místního muzea. Dlouhodobě existují plány na propojení se sítí BART (síť metra, která obsluhuje oblast San Francisco Bay Area) přes oblast East Bay (východní část Sanfranciské zátoky). Všechny místní linky se potkávají ve stanici Diridon Station (dříve Cahill Depot, 65 Cahill Street), která byla vybudována v roce 1935 železniční společností Southern Pacific Railroad a v roce 1994 prošla celkovou rekonstrukcí.
VTA také provozuje v San José a přilehlých oblastech autobusové linky, dopravu pro tělesně postižené a meziměstskou linku do oblíbeného Santa Cruz.
3 km severně od centra San José se nachází Mezinárodní letiště Normana Y. Minety San José, z kterého se lze dopravit do mnoha míst v USA a Jižní Americe. V současnosti prochází letiště velkou rekonstrukcí, jejímž cílem je kompletní modernizace terminálu A, vybudování futuristicky pojatého terminálu B a výstavba nových garáží. Její ukončení je naplánováno na konec roku 2010. Menší letiště Reid-Hillview Airport of Santa Clara County se nachází ve sousedním městě Santa Clara. Obyvatelé San José s oblibou využívají letiště v San Francisku, významný mezinárodní hub, které je situováno 56 km severozápadně od San José, stejně jako poslední velké letiště v oblasti, Mezinárodní letiště Oakland.

## Sport

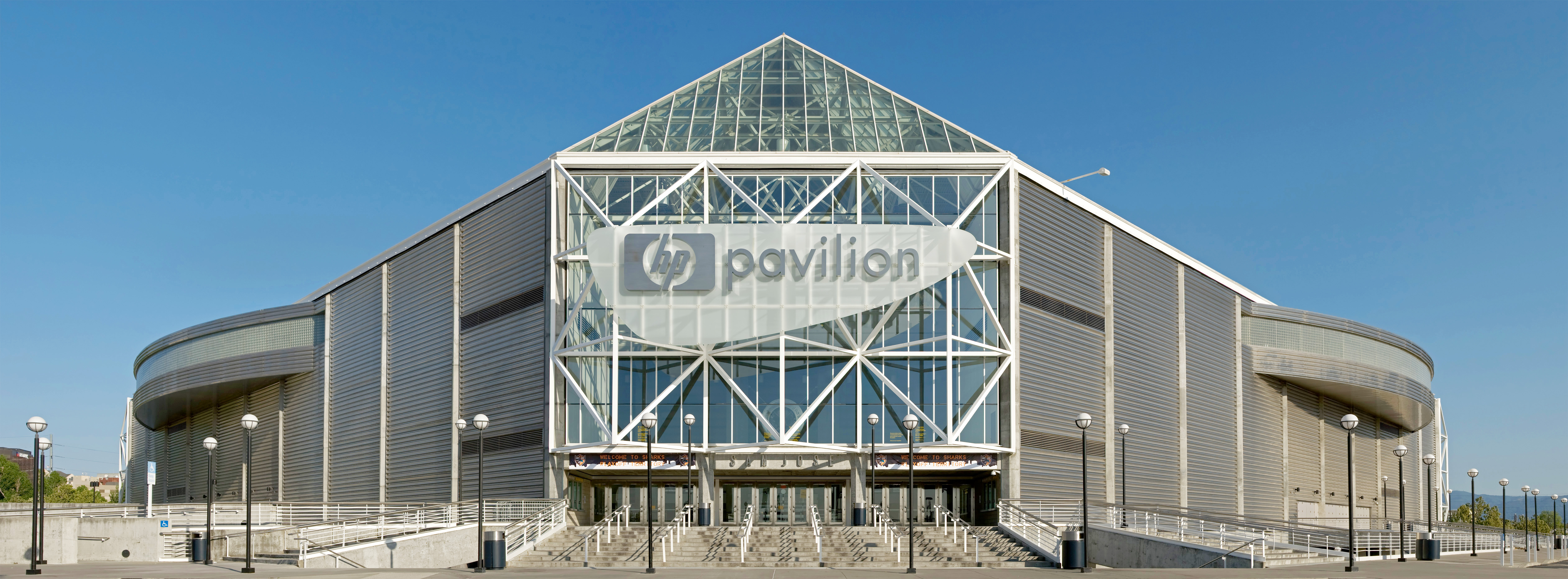
Stadion HP Pavilion v San José

| Klub                  | Sport              | Založeno | Liga                                        | Stadión                    |
| --------------------- | ------------------ | -------- | ------------------------------------------- | -------------------------- |
| San Jose Sharks       | Hokej              | 1991     | NHL: Západní konference                     | HP Pavilion v San José     |
| San Jose Earthquakes  | Fotbal             | 1995     | Major League Soccer: Západní konference     | Buck Shaw Stadium          |
| Real San Jose         | Fotbal             | 2006     | Národní fotbalová liga                      | Yerba Buena High School    |
| San Francisco Dragons | Lakros             | 2006     | Major League Lacrosse (field/outdoor)       | Spartan Stadium San Jose   |
| San Jose Giants       | Baseball           | 1988     | California League                           | San Jose Municipal Stadium |
| San Jose SaberCats    | Arena Football     | 1995     | Arena Football League                       | HP Pavilion v San José     |
| San Jose Stealth      | Lakros             | 2003     | National Lacrosse League (box/arena/indoor) | HP Pavilion v San José     |
|                       | Mixed Martial Arts | 2006     | Strikeforce                                 | HP Pavilion v San José     |

### Atletika
V roce 1985 se ve městě konal historicky první mítink nově zavedené atletické Grand Prix, prapředchůdkyně současné Diamantové ligy. Na tomto mítinku (25. 5. 1985) vytvořil československý diskař Imrich Bugár nový národní rekord – 71,26 metru, který ani po 37 letech (2022) nebyl překonán.

### Tenis
V srpnu se v tenisovém areálu San José State University koná tenisový turnaj žen Silicon Valley Classic kategorie WTA 500.

## Slavní rodáci
- Dudley Robert Herschbach (* 1932), americký chemik, nositel Nobelovy ceny za chemii za rok 1986[2]
- Michio Kaku (* 1947), americký fyzik, vysokoškolský profesor a popularizátor vědy[3]
- Peggy Flemingová (* 1948), bývalá americká krasobruslařka, olympijská vítězka a mistryně světa[4]
- Steve Wozniak (* 1950), americký počítačový inženýr, spoluzakladatel společnosti Apple Inc.[5]
- Nikki Sixx (* 1958), americký hudebník, baskytarista, zakladatel heavy metalové skupiny Mötley Crüe[6]
- Kate Walsh (* 1967), americká herečka[7]
- Josh Holloway (* 1969), americký herec[8]
- Nick Groff (* 1980), americký paranormální vyšetřovatel[9]
- Brett Dalton (* 1983), americký herec[10]

## Partnerská města
- Okajama, Japonsko (1957)
- San José, Kostarika (1961)
- Veracruz, Mexiko (1975)
- Tchaj-nan, Tchaj-wan (1977)
- Dublin, Irsko (1986)
- Jekatěrinburg, Rusko (1992)
- Puné, Indie (1992)
- Guadalajara, Mexiko (2014)